# Мая (антична міфологія)
Мая (грец. Μαία, пізньолат. Маіа — матінка-годувальниця) — у давньогрецькій міфології старша із семи сестер-плеяд, німфа гір. Перевершувала сестер красою. Згадана в «Одіссеї» (XIV 435).
У гроті аркадської гори Кіллен Мая зійшлася з Зевсом, від якого народила Гермеса.
Ім'я її вказує на властиві їй функції вигодовування і виховання; вона виховувала сина Зевса і німфи Каллісто Аркада.

## Римська Мая
Римляни ототожнювали Маю з італійською богинею Маєю (Маєстою), покровителькою плодоносної землі й природи. Їй приносили 1 травня жертви; від її імені пішла назва місяця травня в римському календарі. У елліністично-римську епоху вважалася дружиною Вулкана і матір'ю Меркурія, ототожнювалася з римськими Бона Деа, Фауною. Пізніше її почали ототожнювати з грецькою Маєю й шанувати як матір Меркурія (Гермеса).
Від імені Маї походить назва місяця травня в багатьох мовах (рідк. укр. май, пол. і словен. maj, словац. máj, біл., болг. і рос. май, серб. маj/maj, мак. маj).